# Mary Begoña
María Begoña Labraga Picado, más conocida como Mary Begoña (Bilbao, 1 de abril de 1925 - Madrid, 12 de abril de 2020) fue una actriz española.

## Biografía

### Inicios: Revista
Inicia su actividad artística durante los años cincuenta como vedette de revista, y cosecha éxitos como Las siete mujeres de Adán (1957) o Bésame con música (1958), junto a Antonio Garisa, ambas representadas en el Teatro La Latina de Madrid.

### Cine
Una vez que su carrera en espectáculos musicales comienza a languidecer emprende su carrera cinematográfica, que se inicia con La reina del Tabarín (1960), de Jesús Franco. Su perfil en la pantalla grande responde al registro cómico casi siempre en personajes secundarios de presencia castiza y descarada como la estanquera de "La verbena de la Paloma" o la prostituta venida a más que interpreta en ¡Cómo está el servicio! (1968), de Mariano Ozores. Interviene igualmente, entre otras, en El hombre que se quiso matar (1970), La boda del señor cura (1979), ...Y al tercer año, resucitó (1980), las tres de Rafael Gil, ¡Qué verde era mi duque! (1980), de José María Forqué o La Lola se va a los puertos (1993), de Josefina Molina y protagonizada por Rocío Jurado.

### Teatro
Paralelamente continúa trabajando en teatro consolidando su posición como una de las actrices cómicas por excelencia de la escena española. Lo avalan obras como ¡Cómo está el servicio! (1968), de Alfonso Paso, Los viernes a las seis (1976), de Juan José Alonso Millán, con José Bódalo, Los ladrones somos gente honrada (1985), de Enrique Jardiel Poncela, Los caciques (1987), Con la mosca en la oreja (1988), con Analía Gadé, La venganza de la Petra (1991), de Carlos Arniches, El caballero de las espuelas de oro (1994), de Alejandro Casona, Picospardo's (1995), de Javier García Mauriño o Aprobado en castidad (2001) de Luis Peñafiel,  o El cianuro ¿solo o con leche? (2003), de Alonso Millán, con María Isbert. No obstante también ha demostrado sus dotes para la tragedia en Doña Rosita, la soltera (1988), de Federico García Lorca, con Silvia Marsó, Vicky Lagos, José Segura y Julia Martínez, bajo dirección de José Tamayo.

### Televisión
Si bien viene interpretando pequeños papeles en televisión desde la década de los sesenta, el personaje por el que más se la recuerda en la pequeña pantalla es el de Asunción, la tía de Reme (Lina Morgan) en la serie de TVE Hostal Royal Manzanares (1996-1998).